# 지질체
지질체(Lipidome,脂質體)는 지질이 세포 내에서 이루는 총체이다.
지질체는 세포 내 지질의 전체를 의미한다. 지질은 단백질, 당, 핵산과 함께 생물학적 유기체의 4대 분자 구성 요소 중 하나이다. 지질체는 지질체학 분야에서 현대 생물학의 오믹스(omics) 맥락에서 만들어진 용어이다. 질량분석법과 생물정보학은 물론 전통적인 실험실 기반 방법을 사용하여 연구할 수 있다. 세포의 지질체는 막-리피돔(membrane-lipidome)과 매개체-리피돔(mediator-lipidome)으로 세분될 수 있다.
발표된 첫 번째 세포 지질체는 2010년 마우스 대식세포의 지질체였다. 효모 출아형효모(Saccharomyces cerevisiae)의 지질체는 약 95% 적용 범위로 특성화되었다. 인간 지질체에 대한 연구가 진행 중이다. 예를 들어, 인간 혈장 지질체는 거의 600개의 개별 분자 종으로 구성된다. 연구에 따르면 개인의 지질은 식이 지방, 특히 유방암과 관련된 암 위험을 나타낼 수 있다.

## 같이 보기
- 체학
- 지질체학